# 宋任穷旧居
宋任穷旧居是中华人民共和国开国上将宋任穷在沈阳市工作期间的故居，其地址位于辽宁省沈阳市和平区和平北大街55号。目前，宋任穷旧居被列为辽宁省文物保护单位进行保护。

## 历史沿革
宋任穷旧居大楼建于民国时期，占地面积1777平方米，建筑面积为652平方米。大楼建筑坐东朝西，地上三层，砖混结构。起初，大楼为东三省官银号总办、边业银行总裁彭贤的宅邸。中华人民共和国成立后，大楼被用作朝鮮駐瀋陽總領事館。1960年，宋任穷任中共中央东北局第一书记、沈阳军区第一政委，并在此居住。2008年10月27日，宋任穷旧居被列为沈阳市文物保护单位进行保护。2014年10月17日，宋任穷旧居被列为辽宁省文物保护单位。目前，大楼被辽宁省妇女联合会使用。